# Kuremäe
Kuremäe – wieś w Estonii, w prowincji Virumaa Wschodnia, w gminie Illuka.
We wsi od 1891 znajduje się Piuchticki Monaster Zaśnięcia Matki Bożej – jedyny prawosławny klasztor w Estonii.